# Cubaris
Cubaris is een geslacht van landpissebedden in de familie Armadillidae. Er zijn meer dan 100 beschreven soorten in dit geslacht.

## Soorten
- Cubaris acapulcensis Mulaik, 1960 i c g
- Cubaris africana Taiti & Ferrara, 1987 i c g
- Cubaris albolateralis Collinge, 1916 i c g
- Cubaris alticola Vandel, 1973 i c g
- Cubaris ambitiosa (Budde-Lund, 1885) i c g
- Cubaris arcangelii Verhoeff i g
- Cubaris barbertoni (Barnard, 1932) c g
- Cubaris benitensis Mulaik, 1960 i c g
- Cubaris bocki (Verhoeff, 1938) i
- Cubaris bolivari Mulaik, 1960 i c g
- Cubaris boliviana (Dollfus, 1897) i
- Cubaris brunneocaudata Collinge, 1916 i c g
- Cubaris caerulea Collinge, 1914 i c g
- Cubaris californica (Budde-Lund, 1885) i
- Cubaris canalensis (Verhoeff, 1926) i
- Cubaris cavernosa Collinge, 1916 i c g
- Cubaris chiltoni Collinge, 1916 i c g
- Cubaris cinchonae Van Name, 1936 i c g
- Cubaris cinerea Brandt, 1833 c g
- Cubaris claytonensis Chilton, 1917 i c g
- Cubaris commensalis Baker, 1913 i
- Cubaris crenata Lewis, 1998 c g
- Cubaris crenatus Lewis, 1998 i
- Cubaris decoui (Vandel, 1973) c g
- Cubaris dhaliwali Lillemets & Wilson, 2002 c g
- Cubaris dilectum Collinge, 1916 i c g
- Cubaris emunita (Budde-Lund, 1904) i c g
- Cubaris everesti Vandel, 1973 i c g
- Cubaris expansa Collinge, 1916 c g
- Cubaris expansus Collinge, 1916 i
- Cubaris fasciata Lewis, 1998 c g
- Cubaris fasciatus Lewis, 1998 i
- Cubaris ferruginea Lewis, 1998 c g
- Cubaris ferrugineus Lewis, 1998 i
- Cubaris flavobrunnea (Dollfus, 1896) i c g
- Cubaris fragilis Collinge, 1914 i
- Cubaris fritschei (Verhoeff, 1938) i
- Cubaris galbineus (Eschscholtz, 1823) i
- Cubaris goweri Lewis, 1998 i c g
- Cubaris granaria (Nicolet, 1849) i c g
- Cubaris granulata Collinge, 1915 c g
- Cubaris granulatus Collinge, 1915 i
- Cubaris gravelii Collinge, 1916 i c g
- Cubaris griseus Collinge, 1920 i
- Cubaris harsadiensis Barnard, 1940 i
- Cubaris helmsiana Chilton, 1917 i
- Cubaris hickmani Green, 1961 i c g
- Cubaris hirsuta Lewis, 1998 c g
- Cubaris hirsutus Lewis, 1998 i
- Cubaris howensis Poore, 2002 c g
- Cubaris ignota Arcangeli, 1934 i c g
- Cubaris incisus (Verhoeff, 1926) i
- Cubaris insularis Searle, 1922 i c g
- Cubaris invenustus Collinge, 1915 i
- Cubaris javanensis (Dollfus, 1889) i
- Cubaris joliveti (Vandel, 1972) c g
- Cubaris kashmiri Jackson, 1935 i c g
- Cubaris lacustris (Verhoeff, 1926) i
- Cubaris lewisae Lillemets & Wilson, 2002 c g
- Cubaris lifuensis Stebbing, 1900 i c g
- Cubaris lobata Collinge, 1916 c g
- Cubaris lobatus Collinge, 1916 i
- Cubaris longicornis (Verhoeff, 1926) i
- Cubaris lundi Stebbing, 1900 i
- Cubaris maculata Schmalfuss & Ferrara, 1983 i c g
- Cubaris margaritae Vandel, 1952 i c g
- Cubaris marmorata (Wahrberg, 1922) i c g
- Cubaris marmoratus Collinge, 1916 i
- Cubaris meermohri Arcangeli, 1935 i c g
- Cubaris merulanoides (Wahrberg, 1922) i c g
- Cubaris minilobus Lewis, 1998 i c g
- Cubaris minima Vandel, 1977 i c g
- Cubaris minuta Mulaik, 1960 i c g
- Cubaris mirandai Rioja, 1954 i c g
- Cubaris miser (Budde-Lund, 1904) i
- Cubaris misera (Budde-Lund, 1904) c g
- Cubaris murina Brandt, 1833 i c g b
- Cubaris nacreum Collinge, 1915 i g
- Cubaris nacrum Collinge, 1915 c g
- Cubaris nepalensis (Vandel, 1973) i c g
- Cubaris nigroflava (Wahrberg, 1922) i c g
- Cubaris obliquidens (Barnard, 1932) i
- Cubaris oxyzomus Barnard, 1940 i
- Cubaris pacificum (Borradaile, 1900) i
- Cubaris pacificus (Verhoeff, 1926) i
- Cubaris plasticus (Verhoeff, 1926) i
- Cubaris pongolae Barnard, 1937 i
- Cubaris pronyensis (Verhoeff, 1926) i
- Cubaris pusilla Collinge, 1916 c g
- Cubaris pusillus Collinge, 1916 i
- Cubaris robusta Collinge, 1914 i c g
- Cubaris rufonigra (Wahrberg, 1922) i c g
- Cubaris sarasini (Verhoeff, 1926) i
- Cubaris schellenbergi (Verhoeff, 1928) i
- Cubaris solidula Collinge, 1915 c g
- Cubaris solidulus Collinge, 1915 i
- Cubaris spenceri Barnes, 1934 i
- Cubaris sulcifrons Green, 1961 i c g
- Cubaris suteri Chilton, 1915 i
- Cubaris tamarensis Green, 1961 i c g
- Cubaris tarangensa (Budde-Lund, 1904) i g
- Cubaris tarangensis (Budde-Lund, 1904) c g
- Cubaris tasmaniensis Green, 1961 i c g
- Cubaris truncata Collinge, 1920 i

Bronvermelding: i = ITIS, c = Catalogue of Life, g = GBIF, b = Bugguide.net